# Kylix (Gefäß)

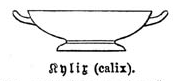
Kylix

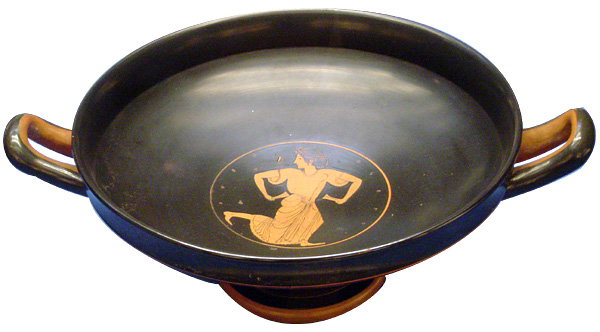
Kylix: Schale des Euergides-Malers in London, British Museum

Die Kylix (altgriechisch ἡ κύλιξ, Plural Kylikes; lateinisch: calix) ist im antiken Griechenland ein flaches Trinkgefäß, auf Deutsch eine Trinkschale. Am Gefäßkörper befinden sich gegenüberliegend zwei Henkel. Diese überragen – im Gegensatz zum höheren Kantharos – den Gefäßrand nicht. Sie kann teilweise einen hohen Fuß haben. Beim Trinken wurde das Gefäß meist am Fuß angefasst.
Die Kylix wurde zum Genuss von Wein verwendet. 

Kylix im Einsatz: Griechisches Symposion, Darstellung auf einer rotfigurigen Kylix, um 500 vor Christus (Vatikanische Museen)